# ドント・ストップ・ビリーヴィン
「ドント・ストップ・ビリーヴィン」(Don't Stop Believin')はアメリカのロックバンド、ジャーニーの楽曲。旧邦題は「愛に狂って」。

## 概要
アルバム『エスケイプ』からのセカンド・シングルでジャーニーの代表曲のひとつ。2021年に『ローリング・ストーン』が選んだ「ローリング・ストーンの選ぶオールタイム・グレイテスト・ソング500」では133位となった。2022年4月12日、アメリカ議会図書館より、永久保存録音物として全米録音資料登録簿へ登録された。

## 背景
本作の題名はバンドのキーボード担当であるジョナサン・ケインがロサンゼルスで売れないミュージシャンをしているときに金欠で父親に、お金を求めるために電話して、そのとき「僕は音楽の夢を諦めてシカゴに帰ってしまうほうがいいのかな？」と聞いたときに父親が「ジョン、これはおまえの未来のためのものだ。帰ってはいけない。最後まで頑張れ。信じるのを止めるなよ(Don't Stop Believin')」と言われ、歌詞帳に書き留めたことが由来である。曲は、ある日、ジョナサンがスタジオに入ってきて、ピアノ・パートを弾き、それをもとにバンドが新曲を書き始めた。歌詞を書く前にニール・ショーンが列車のような音を入れようとして、ギターパートを挿入したまた彼はベース・ラインも考案したという。
歌詞はデトロイトでの公演の後、ホテルから明るい街灯の近くを歩いている人を見ているときに思いついた。

## 楽曲使用
本作は日産・エルグランドのCM曲として2004年8月から2006年1月まで使用された。
2005年にはシカゴ・ホワイトソックスが本作を「非公式賛歌」として採用している。
2007年、『ザ・ソプラノズ 哀愁のマフィア』の最終話のラストシーンに使用された。
2009年、テレビドラマ『glee/グリー』で、スペイン語教師のウィル・シュースターに顧問を務めさせるためにパフォーマンスされた曲として使用されて、その後も第一シーズンの最終話などの節目のときに使用されている。ニール・ショーンは、このことに対して「あれは怖かったんだよ。10代の少女向けのドラマだとおもっていたから、自分たちにはクールじゃないと思って」と語っている。この影響により、オリジナル版は全米6位、『glee/グリー』版は全米2位まで上昇した。

## Charts
| チャート (1981–1982)              | 最高位        |
| --------------------------------- | ------------- |
| Australia (Kent Music Report)     | 100           |
| Canada Top Singles (RPM)          | 9             |
| オランダ (Single Top 100)         | 50            |
| UK シングルス (OCC)               | 62            |
| US Billboard Hot 100              | 9             |
| US Adult Contemporary (Billboard) | 9             |
| US Mainstream Rock (Billboard)    | 8             |
| チャート(2007)                    | 最高位        |
| アイルランド (IRMA)               | 4             |
| UK シングルス (OCC)               | 97            |
| チャート(2008)                    | 最高位        |
| UK シングルス (OCC)               | 93            |
| チャート (2009)                   | Peak position |
| UK シングルス (OCC)               | 71            |
| チャート(2010)                    | 最高位        |
| オランダ (Single Top 100)         | 68            |
| スウェーデン (Sverigetopplistan)  | 25            |
| UK シングルス (OCC)               | 6             |
| チャート(2011)                    | 最高位        |
| UK シングルス (OCC)               | 74            |
| チャート (2012)                   | 最高位        |
| UK シングルス (OCC)               | 88            |
| チャート(2013)                    | 最高位        |
| オーストリア (Ö3 Austria Top 40)  | 70            |
| UK シングルス (OCC)               | 44            |
| チャート (2015)                   | 最高位        |
| スウェーデン (Sverigetopplistan)  | 96            |
| チャート (2017)                   | 最高位        |
| スウェーデン (Sverigetopplistan)  | 79            |
| チャート(2018)                    | 最高位        |
| スウェーデン (Sverigetopplistan)  | 97            |
| チャート (2022)                   | 最高位        |
| Australia (ARIA)                  | 83            |
| South Africa (RISA)               | 99            |
| チャート (2024–2025)              | 最高位        |
| Australia (ARIA)                  | 47            |
| オーストリア (Ö3 Austria Top 40)  | 46            |
| カナダ (Canadian Hot 100)         | 34            |
| ドイツ (GfK Entertainment charts) | 32            |
| Global 200 (Billboard)            | 63            |
| Ireland (IRMA)                    | 92            |
| スイス (Schweizer Hitparade)      | 44            |
| UK シングルス (OCC)               | 83            |

| チャート(1981)     | 順位 |
| ------------------ | ---- |
| US Cashbox Top 100 | 58   |

| チャート (1982)                | 順位 |
| ------------------------------ | ---- |
| US Top Pop Singles (Billboard) | 73   |

| チャート(2009)   | 順位 |
| ---------------- | ---- |
| UK Singles (OCC) | 65   |

| チャート (2010)            | 順位 |
| -------------------------- | ---- |
| European Hot 100 Singles   | 67   |
| Sweden (Sverigetopplistan) | 54   |
| UK Singles (OCC)           | 24   |

| チャート (2021)        | 順位 |
| ---------------------- | ---- |
| Global 200 (Billboard) | 111  |

| チャート(2022)         | 順位 |
| ---------------------- | ---- |
| Global 200 (Billboard) | 143  |

| チャート (2024)                   | 順位 |
| --------------------------------- | ---- |
| Australia (ARIA)                  | 72   |
| Austria (Ö3 Austria Top 40)       | 65   |
| Germany (GfK)                     | 89   |
| Global 200 (Billboard)            | 143  |
| Sweden (Sverigetopplistan)        | 99   |
| Switzerland (Schweizer Hitparade) | 87   |
| UK Singles (OCC)                  | 76   |

| チャート (2010–2019) | 順位 |
| -------------------- | ---- |
| UK Singles (OCC)     | 87   |

| チャート (1981–2013) | 最高位 |
| -------------------- | ------ |
| UK Download (OCC)    | 12     |